# 奧氏孔唇鰻鯰
奧氏孔唇鰻鯰，為輻鰭魚綱鯰形目鰻鯰科的其中一種，分布於新幾內亞及澳洲北部的淡水水域，體長可達12公分，生活在流動緩慢、植被生長的湖泊、沼澤、潟湖，為底棲性魚類，屬肉食性，以昆蟲、蝦子、軟體動物等為食。

## 擴展閱讀
維基物種上的相關：奧氏孔唇鰻鯰